# Soyuz MS-10
Soyuz MS-10 là chuyến bay tàu vũ trụ Soyuz đã bị huỷ bỏ sau khi phóng vào ngày 11 tháng 10 năm 2018. Soyuz MS-10 là chuyến bay thứ 139 của tàu vũ trụ Soyuz. Theo dự kiến, tàu đưa 2 thành viên của phi hành đoàn Expedition 57 lên Trạm vũ trụ Quốc tế. Vài phút sau khi phóng, một sự cố đã xảy ra khi tách tầng, một động cơ đẩy tầng thứ nhất va vào tầng thứ hai, phá hủy nó. Cả hai thành viên, phi hành gia NASA Nick Hague và phi hành gia Roscosmos Aleksey N. Ovchinin đã trở về an toàn.
Đây là sự cố tên lửa có người ở tầm cao đầu tiên trong 43 năm, kể từ khi tàu Soyuz 18a cũng mắc phải tai nạn tương tự vào tháng 4 năm 1975. Đây đồng thời là lần phóng người lên vũ trụ thất bại đầu tiên của dòng tên lửa Soyuz sau 35 năm kể từ sự cố nổ tên lửa trên bệ phóng trong chuyến bay Soyuz T-10-1 vào năm 1983.

## Phi hành đoàn
| Vị trí             | Phi hành gia phóng lên                                                                                      |
| ------------------ | --- |
| Chỉ huy            | Aleksey N. Ovchinin, Roscosmos - Thành viên phi hành đoàn Expedition 57 (dự kiến) - Chuyến bay vũ trụ thứ 2 |
| Kỹ sư chuyến bay 1 | T. Nicklaus Hague, NASA - Thành viên phi hành đoàn Expedition 57 (dự kiến) - Chuyến bay vũ trụ đầu tiên     |

### Phi hành đoàn dự phòng
| Vị trí             | Người đảm nhiệm           |
| ------------------ | ------------------------- |
| Chỉ huy            | Oleg Kononenko, Roscosmos |
| Kỹ sư chuyến bay 1 | David Saint-Jacques, CSA  |

## Sứ mệnh

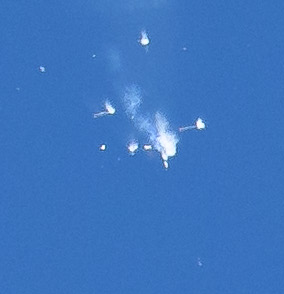
Tàu vũ trụ Soyuz MS-10 được phóng cùng với Kỹ sư bay Expedition 57 Nick Hague của NASA và Kỹ sư bay Alexey Ovchinin của Roscosmos, Thứ Năm, ngày 11 tháng 10 năm 2018 tại Sân bay vũ trụ Baikonur ở Kazakhstan. Trong quá trình tàu vũ trụ Soyuz leo lên quỹ đạo, một sự bất thường đã xảy ra, dẫn đến việc hủy bỏ tầm thấp. Phi hành đoàn đã nhanh chóng hồi phục và trong tình trạng tốt.

### Phóng và huỷ bỏ
Vài phút sau khi phóng, tức vào khoảng 8:40 UTC, phi hành đoàn báo cáo rằng có tình trạng mất trọng lực và trạm điều khiển đã tuyên bố một động cơ đẩy đã bị hỏng. Một cuộc gọi vô tuyến sau đó xác định sự cố này xảy ra khoảng 2 phút 45 giây sau khi phóng. Sau đó, con tàu thực hiện tách khẩn cấp. Nó rơi xuống Trái Đất theo quỹ đạo đạn đạo, phi hành đoàn ở trong cảm nhận được trọng lực "gấp 6 đến 7 lần so với khi đứng trên mặt đất", và con tàu sau đó đáp xuống an toàn. Vụ việc này xảy ra ở độ cao 50 kilômét (31 dặm). Sự cố này xảy ra khoảng 2 phút 45 giây sau khi phóng và con tàu đã hạ cánh 19 phút sau khi phóng.

### Giải cứu
Vào lúc 8:55 UTC, đội giải cứu được điều đi để đưa những phi hành gia và con tàu về. Họ đáp xuống ở một nơi cách bệ phóng 402 kilômét (250 mi) và cách Jezkazgan, Kazakhstan 20 kilômét (12 mi)về phía đông. Khoảng 25 phút sau, NASA thông báo họ đã liên lạc được với Ovchinin và Hague. NASA TV đã phát đi những bức ảnh khi phi hành đoàn được kiểm tra sức khỏe ở sân bay Jezkazgan vào 12:04 UTC. Họ bay đến sân bay vũ trụ Baikonur để gặp gia đình trước khi đến Moskva.

## Hậu quả
Sau khi phóng thất bại, chính phủ Nga thông báo rằng tất cả các vụ phóng tàu Soyuz có người trong tương lai sẽ bị đình chỉ tạm thời. Roscosmos ra lệnh cho một ủy ban nhà nước để điều tra vụ việc, và một cuộc điều tra hình sự cũng được dự kiến, theo BBC. Vào ngày 31 tháng 10, bản báo cáo của ủy ban điều tra đã được công bố, trong đó nguyên nhân của sự cố được kết luận là do một khớp cầu nối một động cơ đẩy tầng 1 bị biến dạng trong quá trình lắp ráp, khiến cho động cơ đó tách ra không đúng cách. Các cảm biến và hệ thống tách tầng đã hoạt động bình thường.
Một lỗi trong quá trình lắp ráp đã được phát hiện, và vì lỗi này không ảnh hưởng đến cấu hình của tên lửa Soyuz-FG, chuyến bay tàu vũ trụ Soyuz có người tiếp theo, Soyuz MS-11, đã phóng thành công vào ngày 3 tháng 12 năm 2018. Phi hành gia Alexey Ovchinin và Nick Hague được phóng lại thành công vào ngày 14 tháng 3 năm 2019 trên chuyến bay Soyuz MS-12, cùng với phi hành gia của NASA Christina H. Koch. Alexey Ovchinin, Nick Hauge và Christina Koch đều là thành viên của phi hành đoàn Expedition 59-60, và Alexey Ovchinin, Nick Hague với phi hành gia đầu tiên của UAE, Hazza Al Mansouri đã kết thúc thành công sứ mệnh của mình vào ngày 5 tháng 10 năm 2019 (riêng phi hành gia Christina Koch đã làm việc trên trạm đến hết Expedition 61).

## Hình ảnh

Cảnh tên lửa Soyuz vỡ tung sau sự cố tách tầng thứ nhất
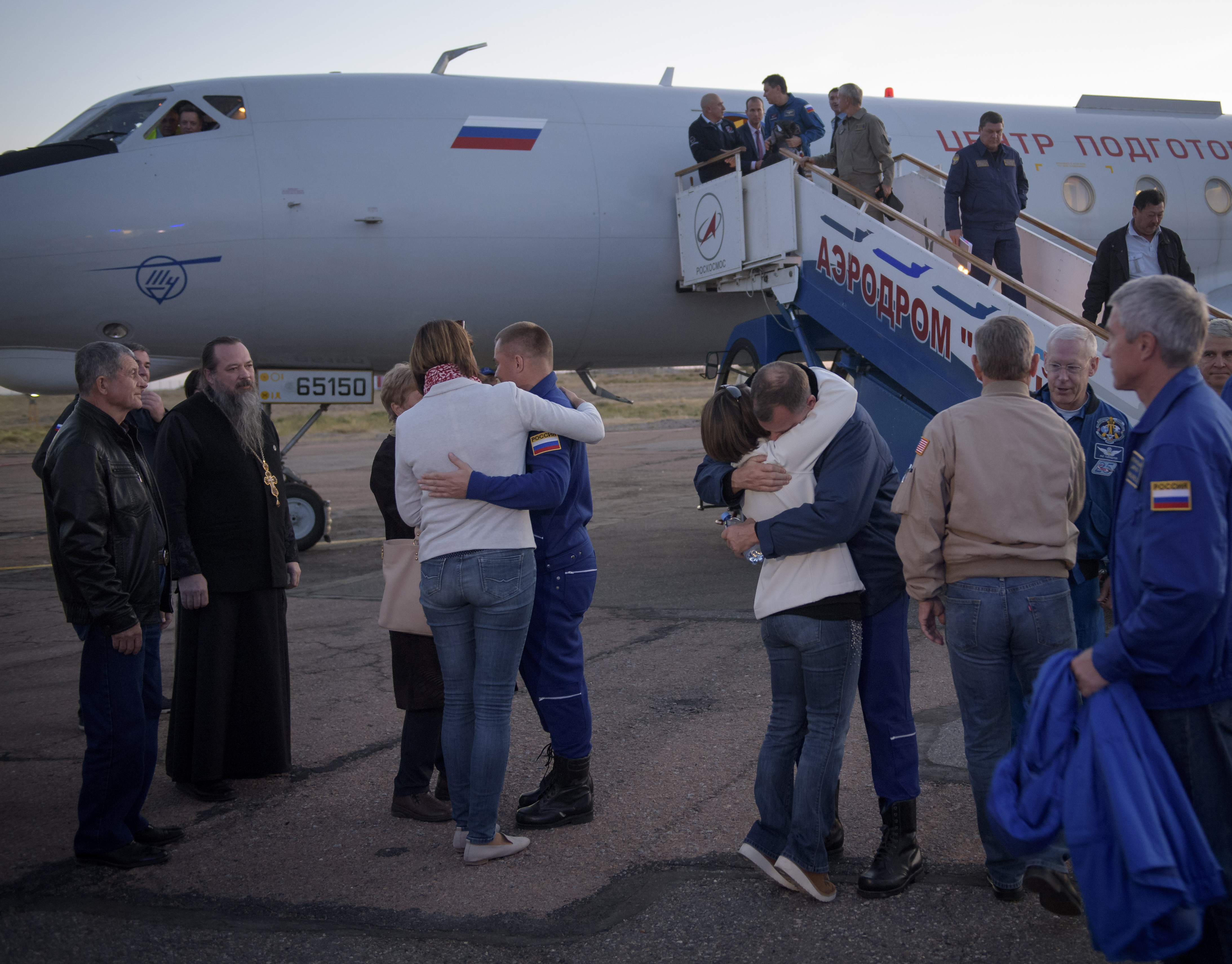
Các phi hành gia đoàn tụ với gia đình sau khi được giải cứu
- Trung tâm Điều hành Nhiệm vụ ở Houston, Mỹ quan sát quá trình phóng của tên lửa Soyuz